# Лилица, Пётр Иванович
Петр Иванович Лилица — советский хозяйственный и государственный деятель, Герой Социалистического Труда.

## Биография
Родился в 1918 году в селе Куртовка. Член КПСС.
В 1934—1941 — колхозник колхоза села Буденновка Раздельнянского района Одесской области.
В 1944—1978 — звеньевой колхоза «Шляхом Ленина» Раздельнянского района Одесской области Украинской ССР.
Указом Президиума Верховного Совета СССР от 30 апреля 1966 года присвоено звание Героя Социалистического Труда с вручением ордена Ленина и золотой медали «Серп и Молот».
Делегат XXIV съезда КПСС.
Умер после 1978 года в Новоукраинке.

## Награды и звания
- Герой Социалистического Труда (30.04.1966)
- Орден Ленина (30.04.1966)